# Ria Lubbers
Maria Emilie Josepha (Ria) Lubbers-Hoogeweegen (Rotterdam, 12 november 1940 – Den Haag, 4 juni 2024) was de echtgenote van de voormalige Nederlandse premier Ruud Lubbers (CDA).

## Levensloop

### Jongere jaren
Ria Hoogeweegen werd geboren als jongste kind in een katholiek gezin met vier kinderen. Haar moeder, Petronella Maria Buskens (1903-1955), een dochter van architect Piet Buskens, overleed toen Ria veertien was. Toen enkele jaren later bij haar vader, de advocaat en procureur mr. Richard Henri Marie Hoogeweegen (1895-1962), keelkanker werd geconstateerd, stopte ze met haar studie heilgymnastiek en massage om voor haar vader te zorgen. Haar twee broers werden priester. Ria Hoogeweegen trouwde op 10 november 1962 in Rotterdam met Ruud Lubbers, toen een net afgestudeerd econoom die bij haar in de buurt woonde. Kort na het huwelijk overleed haar vader. Ruud en Ria Lubbers kregen drie kinderen.

### Bekendheid
In 1982 werd Ruud Lubbers premier van Nederland. Als premiersvrouw was Ria Lubbers regelmatig in het openbaar te zien en gaf interviews. Ze schroomde niet in het openbaar kritiek op haar man te uiten. Ook organiseerde ze maandelijks een koffieochtend met lunch op het Catshuis voor de andere ministersvrouwen. Ria Lubbers was door haar zichtbaarheid volgens velen "de enige echte first lady die Nederland ooit gekend heeft". Deze bijnaam vond ze zelf niet terecht, omdat volgens haar de functie van echtgenote van de minister-president onvergelijkbaar is met die van de first lady van de Verenigde Staten en omdat koningin Beatrix de enige first lady van Nederland was.
Ria Lubbers zette zich veel in voor goede doelen, waaronder voor de Nationale Vereniging de Zonnebloem (gericht op mensen met een lichamelijke handicap). Daarnaast was zij beschermvrouw van de Stichting Handicamp Overijssel.

### Overlijden
Ria Lubbers-Hoogeweegen overleed op 4 juni 2024 in Den Haag op 83-jarige leeftijd.
- RKD-Nederlands Instituut voor Kunstgeschiedenis: 242557